# La Fracture du myocarde
Pour plus de détails, voir Fiche technique et Distribution.
La Fracture du myocarde est un film français écrit et réalisé par Jacques Fansten, sorti en 1990. 
Il raconte l'histoire d'un groupe de copains de collège qui décident de cacher la mort de la mère de l'un d'eux, pour éviter d'être séparés, leur copain n'ayant jamais connu son père.

## Synopsis
Depuis plusieurs jours, Martin n'est plus le même, et ses copains de classe l'ont remarqué. Il ne rit plus, ne parle plus à ses copains. Rapidement, ceux-ci découvrent que sa mère est morte. Pour éviter qu'il soit emmené à la DDASS, ils décident alors de cacher à tout le monde le décès de sa mère, en l'enterrant et en s'organisant entre eux pour que personne ne remarque sa mort.

## Fiche technique
- Titre : La Fracture du myocarde
- Réalisation : Jacques Fansten, assisté de Sandrine Ray
- Producteur : Jacques Fansten, Ludi Boeken
- Scénario : Jacques Fansten
- Décors : Gilbert Gagneux
- Photographie : Jean-Claude Saillier
- Montage : Colette Farrugia
- Musique : Jean-Marie Sénia
- Production : Jacques Fansten, Ludi Boeken
- Pays de production :  France
- Langue : français
- Genre : comédie dramatique
- Sortie : 1990

## Distribution
- Sylvain Copans : Martin (Godinier)
- Nicolas Parodi : Jérôme
- Cécilia Rouaud : Marianne
- Delphine Gouttman: Hélène
- Olivier Montiege : Antoine (Berthier)
- Lucie Blossier : Claire
- Benoît Gautier : Julien
- Kaldi el Hadj : Dédé
- Mathieu Poussin : Nicolas
- Romuald Jarny : Pierrot
- Wilfrid Flandrin : Mozart
- Wilfrid Blin : Olivier
- Jacques Bonnaffé : Pince-à-vélo
- Dominique Lavanant : la conseillère d'éducation
- Francois Dyrek : Titanic
- Jacques Brunet : le Principal
- Maurice Bénichou : le voisin
- Catherine Hubeau : Dodoche
- Gérard Croce : Le juge pour enfants
- Christine Prieur : Madame Haudray
- Laurence Imbert : La mère de Nicolas
- Michel Pilorgé : Le père de Nicolas
- Renée Cousseau : La mère de Marianne
- Maurice Frydland : Le père de Marianne
- Cyrille Gaudin : L'infirmière
- Jean-Louis Boutevin : Le superviseur de l'école
- Huguette Hatier : La mère de Jérôme
- Didier Lastère: Le directeur de l'orphelinat

## À noter
- Steven Spielberg a acheté les droits pour faire un remake du film il y a des années, mais malgré les différents scénaristes qui ont travaillé sur ce projet, il n'a jamais été satisfait.
- Le film a été tourné dans un collège de la Sarthe, à La Ferté-Bernard. Mis à part les rôles de Martin et Jérôme, tous les autres rôles d'enfants sont interprétés par des enfants du collège.
- Il existe un livre tiré du film, fait rare, c'est le livre qui est adapté du film et non l'inverse comme cela est souvent le cas.